# Cantonul Honfleur
Cantonul Honfleur este un canton din arondismentul Lisieux, departamentul Calvados, regiunea Basse-Normandie, Franța.

## Comune
| Comune                   | Populație (1999) | Cod poștal | Cod INSEE |
| ------------------------ | ---------------- | ---------- | --------- |
| Ablon                    | ...              | 14600      | 14001     |
| Barneville-la-Bertran    | ...              | 14600      | 14041     |
| Cricquebœuf              | ...              | 14113      | 14202     |
| Équemauville             | ...              | 14600      | 14243     |
| Fourneville              | ...              | 14600      | 14286     |
| Genneville               | ...              | 14600      | 14299     |
| Gonneville-sur-Honfleur  | ...              | 14600      | 14304     |
| Honfleur                 | ...              | 14600      | 14333     |
| Pennedepie               | ...              | 14600      | 14492     |
| Quetteville              | ...              | 14130      | 14528     |
| La Rivière-Saint-Sauveur | ...              | 14600      | 14536     |
| Saint-Gatien-des-Bois    | ...              | 14130      | 14578     |
| Le Theil-en-Auge         | ...              | 14130      | 14687     |